# Michael Stich
Michael Stich (Pinneberg, 18 de octubre de 1968) es un extenista alemán. 
Uno de los momentos de mayor éxito en su carrera se dio en 1991, en la final del torneo de Wimbledon, cuando derrotó en tres sets a su compatriota Boris Becker. Stich también alcanzó las finales del US Open, donde cayó frente a Andre Agassi, y del Torneo de Roland Garros, donde fue derrotado por Yevgeni Káfelnikov.
Otro momento inolvidable en la carrera de este tenista se vivió en 1992 en Wimbledon, donde junto a John McEnroe obtuvieron el título de dobles en una épica final que se extendió a 5 sets. Esto le convierte en uno de los pocos jugadores que han ganado la competición en individuales y en dobles en este torneo.
Uno de los mejores jugadores alemanes de la historia, solo opacado por Boris Becker, pero no por eso no reconocer que su carrera fue muy buena.
Tenista de gran saque y muy buena cobertura de red. Su fortaleza radicaba en no tener ningún golpe débil y era muy fuerte mentalmente. Si bien no jugó muchos años y era perseguido por lesiones, en los escasos diez años que jugó, siempre fue un rival muy duro para cualquiera.
Después de su retirada, Stich se dedicó mayormente a la actividad en su propia fundación de lucha contra el sida.

## Torneos de Grand Slam

### Campeón Individuales

#### Títulos
| Año  | Campeonato | Oponente en la final | Resultado        |
| 1991 | Wimbledon  | Boris Becker         | 6-4, 7-6(4), 6-4 |

#### Finalista
| Año  | Campeonato        | Oponente en la final | Resultado           |
| 1994 | Abierto de EE.UU. | Andre Agassi         | 1-6, 6-7(5), 5-7    |
| 1996 | Roland Garros     | Yevgeni Káfelnikov   | 6-7(4), 5-7, 6-7(4) |

### Dobles

#### Títulos
| Año  | Torneo    | Pareja       | Oponentes en la final     | Resultado                 |
| 1992 | Wimbledon | John McEnroe | Jim Grabb Richey Reneberg | 5-7, 7-6, 3-6, 7-6, 19-17 |

## Torneos ATP

### Individuales

#### Títulos
| Grand Slam (1)         |
| Tennis Masters Cup (1) |
| Grand Slam Cup (1)     |
| ATP Masters Series (2) |
| ATP Tour (13)          |

| N.º | Fecha                    | Torneo                       | Superficie    | Oponente en la final   | Resultado             |
| --- | ------------------------ | ---------------------------- | ------------- | ---------------------- | --------------------- |
| 1.  | 26 de febrero de 1990    | Memphis                      | Dura          | Wally Masur            | 6-7 6-4 7-6           |
| 2.  | 7 de julio de 1991       | Wimbledon                    | Césped        | Boris Becker           | 6-4 7-6(4) 6-4        |
| 3.  | 15 de julio de 1991      | Stuttgart                    | Tierra batida | Alberto Mancini        | 1-6 7-6(11) 6-4 6-2   |
| 4.  | 19 de agosto de 1991     | Schenectady                  | Dura          | Emilio Sánchez Vicario | 6-2 6-4               |
| 5.  | 14 de octubre de 1991    | Viena                        | Moqueta       | Jan Siemerink          | 6-4 6-4 6-4           |
| 6.  | 8 de julio de 1992       | 's-Hertogenbosch             | Césped        | Jonathan Stark         | 6-4 7-5               |
| 7.  | 8 de diciembre de 1992   | Grand Slam Cup               | Moqueta       | Michael Chang          | 6-2 6-3 6-2           |
| 8.  | 15 de febrero de 1993    | Stuttgart Indoor             | Moqueta       | Richard Krajicek       | 4-6 7-6 7-6 3-6 7-5   |
| 9.  | 3 de mayo de 1993        | Hamburgo                     | Tierra batida | Andréi Chesnokov       | 6-3 6-7 7-6 6-4       |
| 10. | 8 de julio de 1993       | Queen's Club                 | Césped        | Wayne Ferreira         | 6-3 6-4               |
| 11. | 10 de septiembre de 1993 | Basilea                      | Dura          | Stefan Edberg          | 6-4 6-7 6-3 6-2       |
| 12. | 25 de octubre de 1993    | Estocolmo                    | Moqueta       | Goran Ivanišević       | 4-6 7-6 7-6 6-2       |
| 13. | 15 de noviembre de 1993  | ATP Tour World Championships | Moqueta       | Pete Sampras           | 7-6(3) 2-6 7-6(7) 6-2 |
| 14. | 21 de febrero de 1994    | Róterdam                     | Moqueta       | Wayne Ferreira         | 4-6 6-3 6-0           |
| 15. | 25 de abril de 1994      | Múnich                       | Tierra batida | Petr Korda             | 6-2 2-6 6-3           |
| 16. | 13 de junio de 1994      | Halle                        | Césped        | Magnus Larsson         | 6-4 4-6 6-3           |
| 17. | 31 de julio de 1995      | Los Ángeles                  | Dura          | Thomas Enqvist         | 6-7 7-6 6-2           |
| 18. | 19 de febrero de 1996    | Amberes                      | Moqueta       | Goran Ivanišević       | 6-3 6-2 7-6(5)        |

#### Finalista
| Grand Slam (2)         |
| Tennis Masters Cup (0) |
| Grand Slam Cup (1)     |
| ATP Masters Series (1) |
| ATP Tour (9)           |

| N.º | Fecha                    | Torneo           | Superficie    | Oponente en la final | Resultado            |
| --- | ------------------------ | ---------------- | ------------- | -------------------- | -------------------- |
| 1.  | 7 de enero de 1991       | Adelaida         | Dura          | Nicklas Kulti        | 3–6 6–1 2–6          |
| 2.  | 14 de enero de 1991      | Sídney           | Dura          | Guy Forget           | 3–6 4–6              |
| 3.  | 25 de febrero de 1991    | Memphis          | Dura (i)      | Ivan Lendl           | 5–7 3–6              |
| 4.  | 11 de mayo de 1992       | Hamburgo         | Tierra batida | Stefan Edberg        | 7–5 4–6 1–6          |
| 5.  | 3 de mayo de 1993        | Múnich           | Tierra batida | Ivan Lendl           | 6–7 3–6              |
| 6.  | 26 de julio de 1993      | Stuttgart        | Tierra batida | Magnus Gustafsson    | 3–6 4–6 6–3 6–4 4–6  |
| 7.  | 13 de diciembre de 1993  | Grand Slam Cup   | Moqueta       | Petr Korda           | 6–2 4–6 6–7 6–2 9–11 |
| 8.  | 12 de septiembre de 1994 | US Open          | Dura          | Andre Agassi         | 1–6 6–7 5–7          |
| 9.  | 24 de octubre de 1994    | Viena            | Moqueta       | Andre Agassi         | 6–7(4) 6–4 2–6 3–6   |
| 10. | 27 de febrero de 1995    | Stuttgart Indoor | Moqueta       | Richard Krajicek     | 6–7 3–6 7–6 6–1 3–6  |
| 11. | 8 de mayo de 1995        | Múnich           | Tierra batida | Wayne Ferreira       | 5–7 6–7(6)           |
| 12. | 26 de junio de 1995      | Halle            | Hierba        | Marc Rosset          | 6–3 6–7(11) 6–7(8)   |
| 13. | 10 de junio de 1996      | Roland Garros    | Tierra batida | Yevgeni Káfelnikov   | 6–7(4) 5–7 6–7(4)    |

#### Clasificación en torneo del Grand Slam
| Torneo               | 1989  | 1990  | 1991  | 1992  | 1993  | 1994  | 1995  | 1996  | 1997  | Carrera |
| -------------------- | ----- | ----- | ----- | ----- | ----- | ----- | ----- | ----- | ----- | ------- |
| Abierto de Australia | A     | 3r    | 3r    | CF    | SF    | 1r    | 3r    | A     | 2r    | 0 / 7   |
| Roland Garros        | 2r    | 2r    | SF    | 3r    | 4r    | 2r    | 4r    | F     | A     | 0 / 8   |
| Wimbledon            | 1r    | 3r    | G     | CF    | CF    | 1r    | 1r    | 4r    | SF    | 1 / 9   |
| US Open              | 1r    | 2r    | CF    | 2r    | 1r    | F     | 4r    | 2r    | A     | 0 / 8   |
| Grand Slam           | 0 / 3 | 0 / 4 | 1 / 4 | 0 / 4 | 0 / 4 | 0 / 4 | 0 / 4 | 0 / 3 | 0 / 2 | 1 / 32  |

### Dobles

#### Títulos
| Grand Slam (1)         |
| Tennis Masters Cup (0) |
| Grand Slam Cup (0)     |
| Juegos Olímpicos (1)   |
| ATP Masters Series (1) |
| ATP Tour (7)           |

| N.º | Fecha                 | Torneo                        | Superficie    | Compañero       | Oponentes en la final           | Resultado             |
| --- | --------------------- | ----------------------------- | ------------- | --------------- | ------------------------------- | --------------------- |
| 1.  | 9 de octubre de 1989  | Basilea                       | Dura (i)      | Udo Riglewski   | Omar Camporese Claudio Mezzadri | 6–3 4–6 6–0           |
| 2.  | 17 de mayo de 1990    | Múnich                        | Tierra batida | Sergi Bruguera  | Petr Korda Tomáš Šmíd           | 6–1 6–4               |
| 3.  | 18 de junio de 1990   | 's-Hertogenbosch              | Hierba        | Jakob Hlasek    | Jim Grabb John McEnroe          | 7–6 6–3               |
| 4.  | 22 de octubre de 1990 | Viena                         | Moqueta       | Udo Riglewski   | Jorge Lozano Todd Witsken       | 6–4 6–4               |
| 5.  | 9 de enero de 1991    | Memphis                       | Dura (i)      | Udo Riglewski   | John Fitzgerald Laurie Warder   | 7–5 6–3               |
| 6.  | 27 de abril de 1992   | Montecarlo                    | Tierra batida | Boris Becker    | Petr Korda Karel Nováček        | 6–4 6–4               |
| 7.  | 6 de julio de 1992    | Wimbledon                     | Hierba        | John McEnroe    | Guy Forget Jakob Hlasek         | 5–7 7–6 3–6 7–6 19–17 |
| 8.  | 3 de agosto de 1992   | Juegos Olímpicos de Barcelona | Tierra batida | Boris Becker    | Wayne Ferreira Piet Norval      | 7–6 4–6 7–6 6–3       |
| 9.  | 9 de agosto de 1993   | Los Ángeles                   | Dura          | Wayne Ferreira  | Grant Connell Scott Davis       | 7–6 7–6               |
| 10. | 16 de junio de 1997   | Halle                         | Hierba        | Karsten Braasch | David Adams Marius Barnard      | 7–6 6–3               |

#### Finalista
| Grand Slam (0)         |
| Tennis Masters Cup (0) |
| Grand Slam Cup (0)     |
| Juegos Olímpicos (0)   |
| ATP Masters Series (2) |
| ATP Tour (4)           |

| N.º | Fecha                 | Torneo           | Superficie    | Compañero      | Oponentes en la final               | Resultado   |
| --- | --------------------- | ---------------- | ------------- | -------------- | ----------------------------------- | ----------- |
| 1.  | 5 de marzo de 1990    | Memphis          | Dura (i)      | Udo Riglewski  | Darren Cahill Mark Kratzmann        | 5–7 2–6     |
| 2.  | 14 de mayo de 1990    | Hamburgo         | Tierra batida | Udo Riglewski  | Sergi Bruguera Jim Courier          | 6–7 2–6     |
| 3.  | 27 de agosto de 1990  | Long Island      | Dura          | Udo Riglewski  | Guy Forget Jakob Hlasek             | 6–2 3–6 4–6 |
| 4.  | 18 de febrero de 1991 | Filadelfia, U.S. | Moqueta       | Udo Riglewski  | Rick Leach Jim Pugh                 | 4–6 4–6     |
| 5.  | 11 de mayo de 1992    | Hamburgo         | Tierra batida | Carl-Uwe Steeb | Sergio Casal Emilio Sánchez Vicario | 7–5 4–6 3–6 |
| 6.  | 15 de junio de 1992   | 's-Hertogenbosch | Hierba        | John McEnroe   | Jim Grabb Richey Reneberg           | 4–6 7–6 4–6 |